# Piso

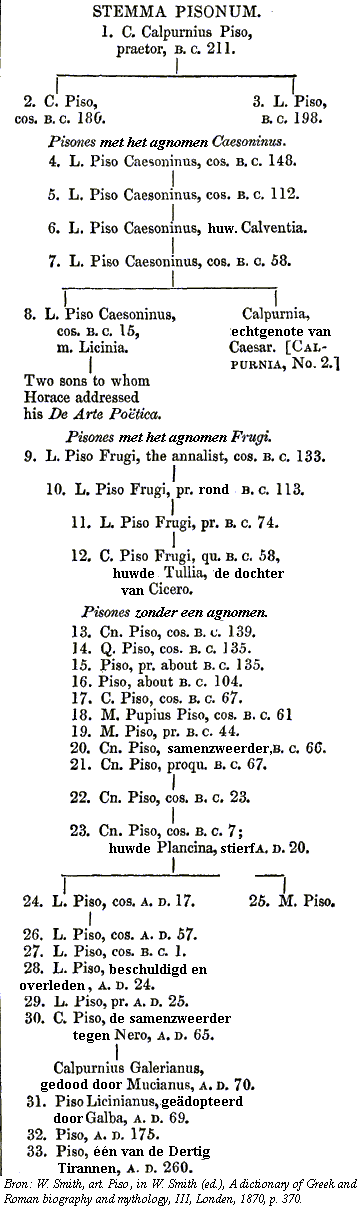
Stamboom: klik om te vergroten.

Piso is een populair cognomen in de gens Calpurnia, met de oorspronkelijke betekenis: "ik vermaal" (graan), van het werkwoord pi(n)sere.
Bekende dragers van dit cognomen zijn
- Calpurnius Piso (schrijver)
- Gaius Calpurnius Piso (propraetor) (propraetor in 210-209 v.Chr.)
- Gaius Calpurnius Piso (consul in 180 v.Chr.)
- Gaius Calpurnius Piso (consul in 67 v.Chr.)
- Gaius Calpurnius Piso (Romeins politicus) (samenzweerder tegen Nero)
- Gnaius Calpurnius Piso (consul in 7 v.Chr.)
- Lucius Calpurnius Piso Caesoninus (consul in 148 v.Chr.)
- Lucius Calpurnius Piso Caesoninus (consul in 112 v.Chr.)
- Lucius Calpurnius Piso Caesoninus (Bondgenotenoorlog) (fabriceerde wapens tijdens de Bondgenotenoorlog)
- Lucius Calpurnius Piso Caesoninus (consul in 58 v.Chr.)
- Lucius Calpurnius Piso Caesoninus (consul in 15 v.Chr.)
- Lucius Calpurnius Piso Licinianus (onderkeizer in 69 n.Chr.)
- Lucius Calpurnius Piso Frugi (consul in 133 v.Chr.)
- Piso (usurpator) (260/261 na Chr.)

Overig
- Willem Piso (1611-1678), arts, botanicus en grondlegger van de tropengeneeskunde